# Hussein el Masry
Hussein El Masry (arabe : حسين المصري), né au Caire en 1952, est un musicien égyptien.

## Biographie
Originaire du Caire, né en 1952, diplômé de l’institut supérieur de musique arabe du Caire où il obtient en 1975 son diplôme de composition et théorie musicale où il aura des illustres maîtres comme Yousef Elsisi, Chaban Abo Alsad, Abdel Halim Nwerah, Aziz Alshawan, Mahmoud Kamel.
Après cet apprentissage pour élargir son champ de connaissance et d’inspiration, il voyage et s’installe à Paris en 1977. Delà, il tente de dépasser les limites de la tradition, il innove d’abord, en donnant pour la première fois un récital de oud au Caire 1980. Parallèlement, sa capacité de compositeur le guide vers diverses expériences musicales, dont la recherche sur lien historique entre oud et sitar. De ces nouveaux métissages, il donne des nombreux concerts en France, en Europe et dans le Monde arabe. Auteur d’un concerto pour oud et orchestre sous la direction de Jean-Jacques WERNER  qui fut joué pour la première fois sur France Musique à la Maison de Radio France salle Olivier Messiaen à Paris en 1994.

« Hussein EELMASRY n'est pas seulement un grand virtuose du oud, mais également un créateur au sens le plus profond du terme. Possédant à fond les secrets de la tradition, tant sur le plan technique que sur celui de l'esthétique du taksim, il ne néglige pas les apports que lui donne sa connaissance de la musique occidentale. Placé entre les mains de ce musicien égyptien, le oud retrouve son rôle d'instrument soliste, son rang de prince des instruments de la musique arabe savante. »

— A. FAKINOS

## Discographie
Il compte à son actif plusieurs albums : 
- 1980 : La Crue du Nil – Disques DOM.
- 1981 : Sable du Désert – Disques Espérance.
- 1987 : Récital de Luth – Excelsior Productions.
- 1990 : King's Valley – Cornélia, Adda.
- 1992 : Ra'etak – Erde Records.
- 1993 : Zagal – Auvidis Ethnic.
- 1994 : Belly Dance In Cairo / Danses Orientales: "Yafoleya" – Playa Sound.
- 1996 : Belly Dance In Luxor “Ataïf” – Playa Sound.
- 1997 : Nomade – Kardum, Iris Musique.
- 2000 : Entre Nil et Gange (avec Narendra Bataju) – Institut Du Monde Arabe.
- 1999 Zkrayat - MHEL Production.
- 2000 Solitaire - MHEL Production.
- 2002 Nuits d'orient - MHEL Production.
- 2003 King's Valley - MHEL Production.
- 2004 Récital - MHEL Production.
- 2007 Egyptian Emotions - MHEL Production.
- 2008 Blade Alganoub - MHEL Production.